# Motorola Q
O Motorola Q é um smartphone Windows Mobile anunciado pela primeira vez no verão de 2005 como um dispositivo fino com estilo semelhante ao imensamente popular RAZR, da mesma marca. A Motorola, em parceria com a Verizon Wireless, lançou o Q em 31 de maio de 2006. Uma versão para a Sprint foi lançada em janeiro de 2007 e uma para a Amp'd Mobile em abril de 2007.
O Q difere do telefone Windows Mobile, da Verizon, no fato de ser muito fino, executar o sistema operacional Windows Mobile 5.0 Smartphone Edition (sem suporte para tela sensível ao toque) e possuir uma tela de 320 x 240. Também emprega um botão giratório no lado direito. A Motorola esperava posicionar o Q como uma alternativa atraente ao BlackBerry.
O Q foi lançado no Canadá em 15 de junho de 2006 pela Telus Mobility. A Bell Mobility começou a oferecer o telefone mais tarde naquele ano (22 de setembro) e se tornou a primeira operadora norte-americana a oferecer uma versão preta do Motorola Q em 13 de novembro de 2006.
No final de julho de 2007, um novo modelo do Moto Q, o Motorola Q9, foi lançado na Europa e em novembro nos EUA pela AT&T. Em agosto do mesmo ano, o Motorola Q9m foi lançado nos EUA pela Verizon. Em novembro, a Sprint ofereceu o Motorola Q9c. Todos os modelos Q9 executam o Windows Mobile 6.

## Black Motorola Q
A Verizon Wireless lançou uma nova versão do Q em meados de janeiro de 2007 em uma nova cor, produzindo-o em preto para competir com o T-Mobile Dash e o Samsung Blackjack da Cingular. A carcaça externa foi feita em um composto de borracha para resistir a arranhões. O novo Q também apresentava 15% mais vida útil da bateria e uma atualização para corrigir bugs.